# St Mary’s Church (Kidwelly)

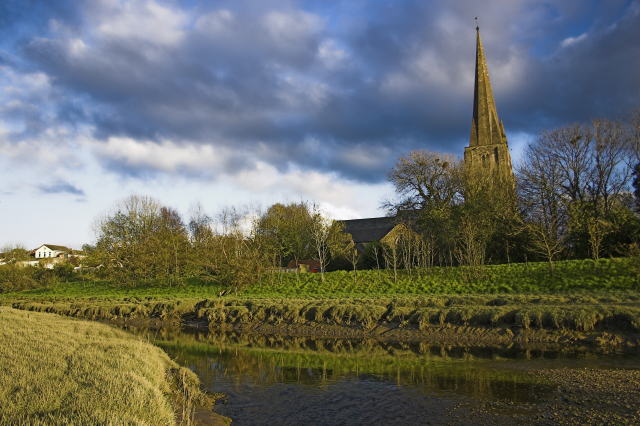
Ansicht von Norden

Die St Mary’s Church ist eine anglikanische Pfarrkirche in Kidwelly im südwalisischen Carmarthenshire. Die als Kulturdenkmal der Kategorie Grade I geschützte ehemalige Prioratskirche gilt als größte Pfarrkirche von Südwestwales.

## Geschichte
Bereits vor der normannischen Eroberung bestand an der Stelle der heutigen Kirche eine dem walisischen Bischof Cadog gewidmete Kirche. Zwischen 1107 und 1115 gründete Bischof Roger von Salisbury ein Benedektinerpriorat als Tochtergründung von Sherborne Abbey. Die Priorei, deren Gebäude vermutlich an der Westseite der Kirche lagen, blieb ein kleines und relativ armes Kloster, in dem 1377 nur ein Mönch lebte. Nach mehreren Zerstörungen durch Kriege und Belagerungen wurde die heutige Kirche um die Mitte des 14. Jahrhunderts errichtet. Die Kirche wurde mehrfach umgebaut, nach 1481 wurde das westliche Ende des Schiffs verkürzt. Während der Reformation wurde das Priorat 1539 aufgelöst, zu diesem Zeitpunkt lebten neben dem Prior zwei Mönche in dem Kloster. Das Kirchenpatronat ging an die englische Krone über, seitdem wird die Kirche als Anglikanische Pfarrkirche genutzt. 1854 untersuchte George Gilbert Scott die Bausubstanz der Kirche. Nach einer erneuten Beschädigung durch Blitzeinschlag wurde die Kirche von 1885 bis 1889 grundlegend restauriert. Heute gehört die Kirchengemeinde zur Church in Wales und ist der Diözese St Davids unterstellt.

## Baubeschreibung
Die Kirche liegt in einem großen ummauerten Kirchhof im Zentrum von Kidwelly. Der dreigeschossige Turm befindet sich nördlich neben dem Schiff und besitzt einen für walisische Kirchen ungewöhnlichen spitzen steinernen Turmhelm. Die Kirchturmspitze wurde 1481, 1681, 1854 und 1884 durch Blitzeinschläge beschädigt. Die Kirche ist aus Bruchstein mit Fassungen aus Oolith und Old Red Sandstone im Decorated Style erbaut und mit einem Schieferdach gedeckt. An der Südseite befindet sich eine übergiebelte Vorhalle. Das einschiffige, vierjochige Langhaus und der dreijochige Chor waren ursprünglich verputzt, heute ist das Mauerwerk sichtbar. Die Kirche besitzt ein hölzernes Tonnengewölbe aus dem späten 19. Jahrhundert. Der nördliche Teil des niedrigen Querhauses dient als Marienkapelle, der südliche als Sakristei. Zur Ausstattung gehören mehrere Grabdenkmäler und -platten sowie ein 1658 gefertigter Taufstein. Die 1762 gebaute Orgel stammt ursprünglich aus der Kirche St Mary in Swansea und wurde 1907 nach Kidwelly gebracht.